# .geo
.geo er et endnu ikke godkendt generisk topdomæne der er foreslået reserveret til association af geografisk lokalitet med internetressourcer.
| Generiske topdomæner | Spire Denne artikel om generiske topdomæner er en spire som bør udbygges. Du er velkommen til at hjælpe Wikipedia ved at udvide den. |